# Geneva (New York)
Geneva je grad u američkoj saveznoj državi New York. Prema popisu stanovništva iz 2010. u njemu je živjelo 13.261 stanovnika.